# Roberto Suazo Córdova
Roberto Suazo Córdova (La Paz, 17 marzo 1927 – Tegucigalpa, 22 dicembre 2018) è stato un politico e medico honduregno, ex presidente della Repubblica dell'Honduras.

## Biografia
Nel 1949 si è laureato in Medicina presso l'Università di San Carlos, nel Guatemala. Dopo la laurea, Suazo ha esercitato la sua professione nell'ospedale della capitale, Città del Guatemala. Nel 1953, Suazo è tornato nella sua città natale dove ha continuato a praticare medicina per 25 anni.
Durante il suo soggiorno a La Paz, Suazo entrò in politica,nel Partito Liberale dell'Honduras.
Suazo rappresentò La Paz nel Congresso dell'Honduras e divenne la figura più importante del partito nel 1979, sostituendo l'ormai ex-leader Modesto Rodas come coordinatore generale del Partito.
Nel 1980, in Honduras fu scritta la nuova costituzione per il nuovo governo. Grazie alla sua popolarità tra i Liberali, Suazo si candidò alle elezioni presidenziali nel 1981 e nel novembre dello stesso anno Suazo divenne il primo Presidente della Repubblica dell'Honduras dopo 10 anni di governo sotto regime militare.
Nelle elezioni presidenziali, il dottor Suazo sconfisse il suo rivale Ricardo Zuniga in modo convincente, con il 53% del voto popolare.

## Presidenza
Roberto Suazo vinse le elezioni del 1981 con la promessa di realizzare un ambizioso programma di sviluppo economico e sociale del paese, al fine di contrastare la recessione del paese.
Suazo contava sull'aiuto finanziario degli Stati Uniti d'America per realizzare il suo piano, a causa di interessi territoriali quali la resistenza di Fidel Castro a Cuba e della Rivoluzione da parte dei Sandinisti nicaraguensi a danno del dittatore Anastasio Somoza Debayle.
Nonostante l'aiuto da parte degli Stati Uniti, il governo di Suazo fu incapace di ricostruire l'economia honduregna, infatti il deficit economico del paese salì alle stelle così come le spese per attività sociali e militari.
Il Presidente cercò disperatamente di trovare una soluzione sostituendo gran parte dei membri del suo governo ma questo non arrestò il declino economico del paese.